# Harley Street
Pour les articles homonymes, voir Harley.
Harley Street est une rue de Londres.

## Situation et accès
Cette rue du district de la cité de Westminster qui fait partie de l'Inner London, le secteur le plus central du Grand Londres, est située au nord d'Oxford Street. Elle relie Marylebone Road à Wigmore Street, et est connue depuis le XIXe siècle pour être la rue des médecins. Lorsque le système de santé public anglais, le « National Health Service », a été créé en 1948, on y trouvait 1 500 médecins et, de nos jours, plus de 3 000 personnes y travaillent dans des cabinets médicaux, des cliniques et des hôpitaux.
La station de métro la plus proche est Regent's Park, desservie par la ligne  Bakerloo.

## Origine du nom

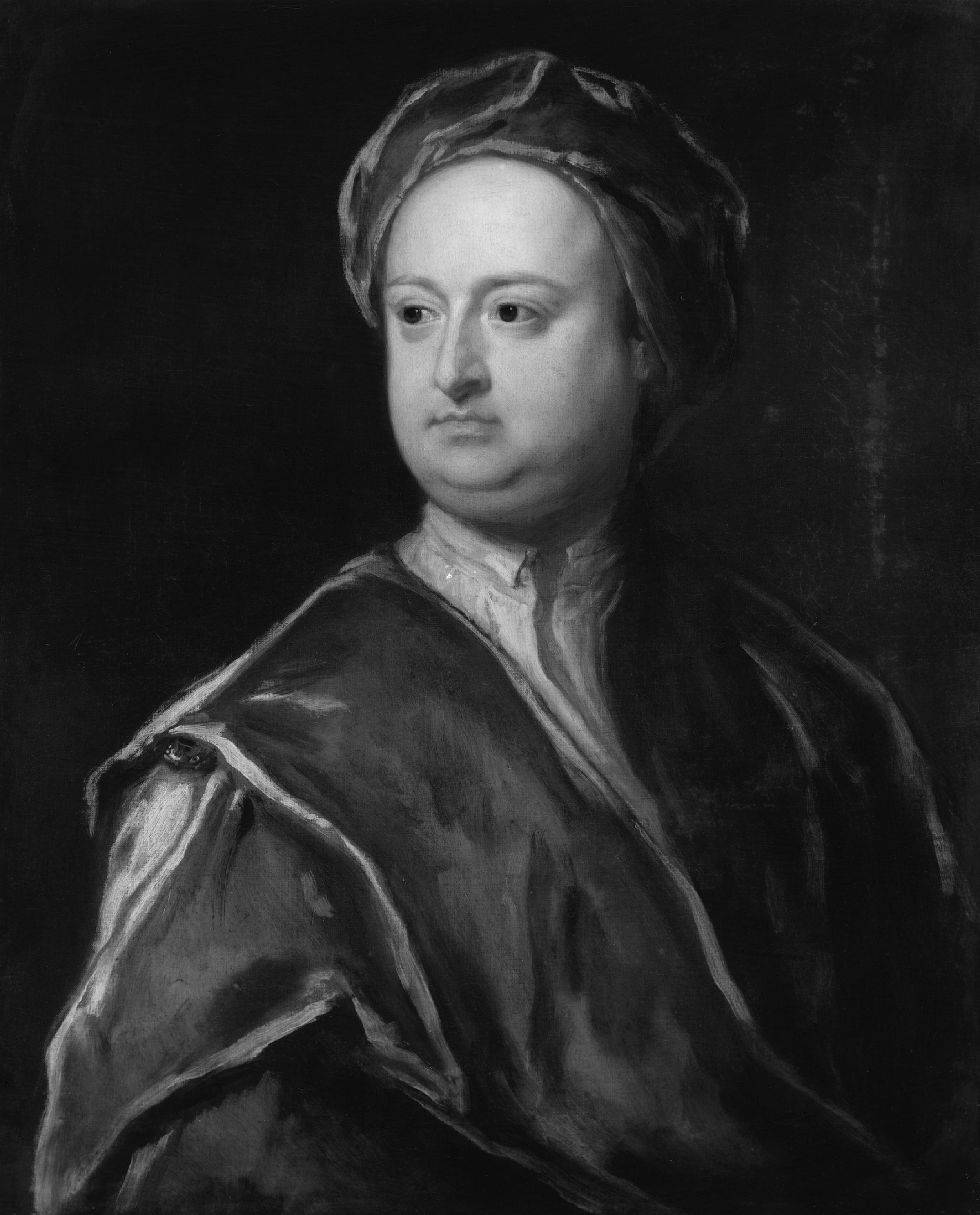
Edward Harley.

Le nom de la rue évoque la mémoire de Edward Harley (2e comte d'Oxford) (1689-1741), qui possédait des terres au nord d’Oxford Street qu’il aménagea à peu près à l’époque où son voisin et ami Richard Grosvenor en faisant autant au sud.

## Historique

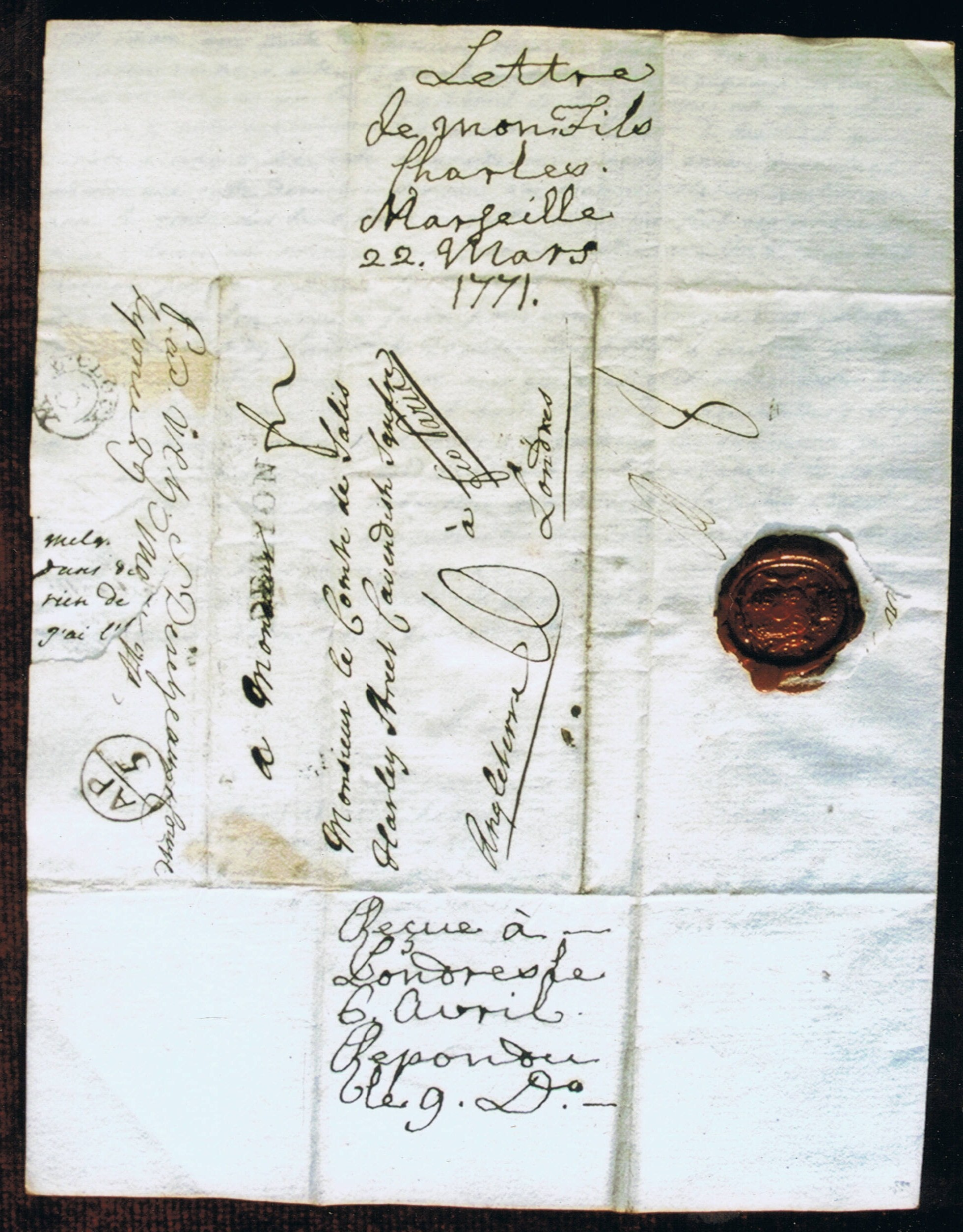
Lettre adressée, le 22 mars 1771, à M. le comte de Salis, Harley Street, Cavendish Square, Londres.

Le domaine est toujours propriété de la famille des barons Howard de Walden, de nos jours géré par « Howard de Walden Estates Limited ».
Au début du XVIIIe siècle, il n'y a là qu'une poignée de maisons formant le village de Marylebone. Lorsque Londres s'étend, pendant la période georgienne, de grandes et belles demeures se construisent dans le quadrillage de rues entre Oxford Street et la Nouvelle Route (Marylebone Road). C'est Edward Harley (2e comte d'Oxford) qui, entre 1715 et 1720, crée et aménage avec l'architecte John Prince des rues dans les terrains que sa femme lady Henrietta Cavendish Holles, héritière du duc de Newcastle, possède autour de Cavendish Square en vue de les faire bâtir, donnant à certaines les noms de membres de la famille. Sa fille et héritière lady Margaret Cavendish Harley ayant épousé en 1734 William Bentinck (1709-1762), deuxième duc de Portland, le domaine prend le nom de Portland jusqu'en 1879, date à laquelle il passe à la veuve du sixième baron Howard de Walden née lady Lucy Cavendish-Scott-Bentinck. C'est depuis lors la maison de Walden.
C'est dans les années 1860 que les médecins commencent à s'y installer, probablement à cause de la proximité des gares de King's Cross, St. Pancras et Marylebone, mais aussi attirés par les belles demeures georgiennes. L'installation de la Medical Society of London, à Chandos Street en 1873, puis celle de la Royal Society of Medicine, à Wimpole Street en 1912, conforte la vocation médicale du quartier.

## Bâtiments remarquables et lieux de mémoire

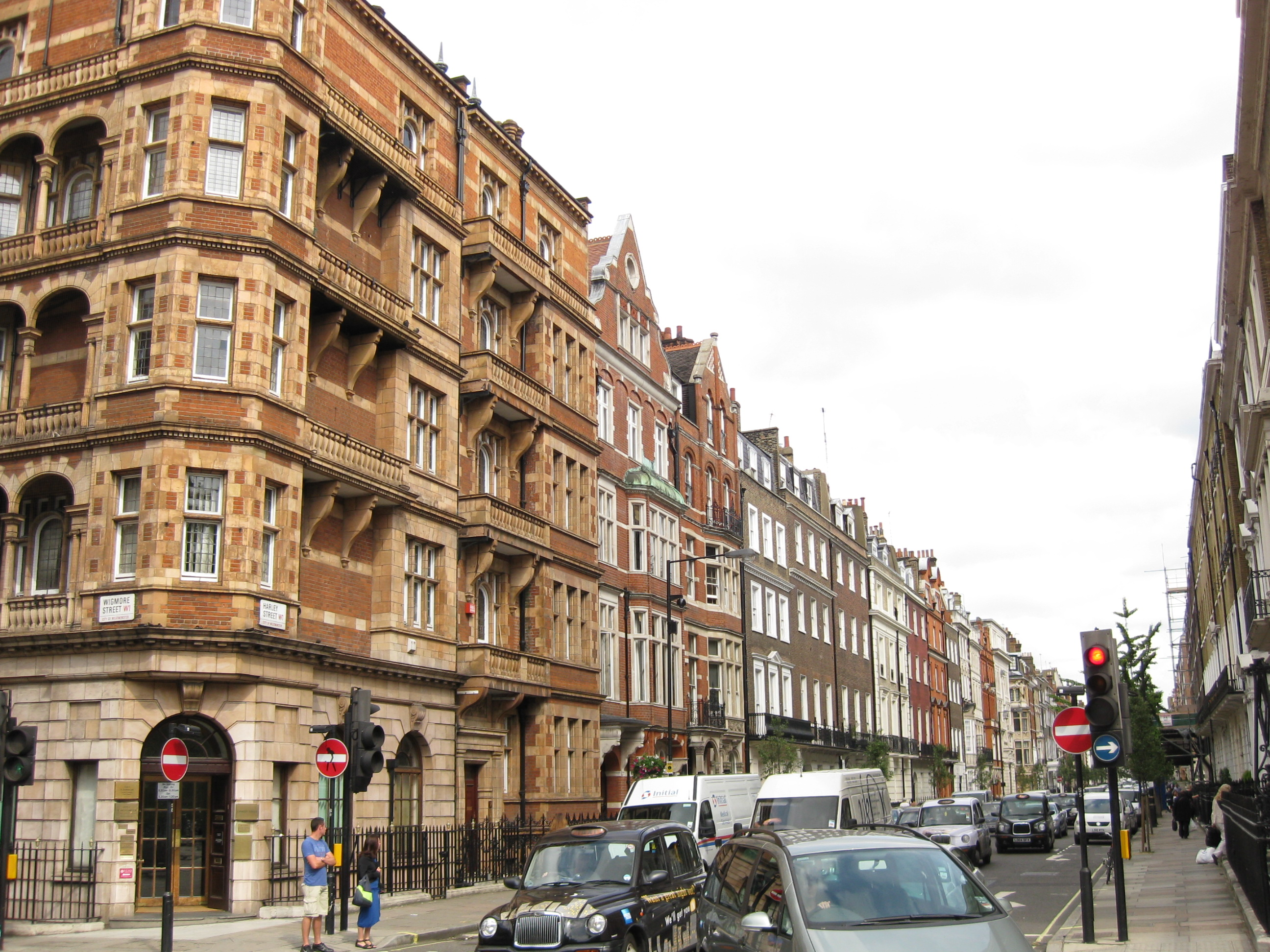
Angle rues Harley et Wigmore, en juin 2011.

Harley Street est, avec Wimpole Street, la rue des médecins et dentistes les plus célèbres à Londres, mais aussi de grands hôpitaux privés tels que l'Harley Street Clinic, la London Clinic (en) (ouverte en 1932), le King Edward VII's Hospital Sister Agnes (fondé en 1899).
- No 1 : ici se trouve l'Establishment for Gentlewomen[9], dont Florence Nightingale, pionnière des soins infirmiers modernes, assura la direction du 22 août 1853 à octobre 1854.

- Nos 43-49 : Queen's College, fondé en 1848, premier établissement d'enseignement supérieur féminin à obtenir une charte royale en 1853.

### Résidents célèbres
- Le peintre Turner (1775-1851)
- Le premier ministre Gladstone (1809-1898)
- L'orthophoniste australien Lionel Logue (1880-1953), surtout connu grâce au film « Le Discours d'un roi (The King's Speech) » de Tom Hooper, sorti en 2010, qui a pour thème son traitement du bégaiement du roi George VI, qu'il soigna avec succès.

### Lien interne
